# Francisco López Alfaro
Francisco Javier López Alfaro mais conhecido como Francisco (Osuna, 1 de novembro de 1962) é um ex-futebolista e treinador de futebol espanhol.

## Carreira
Francisco fez parte do elenco da Seleção Espanhola de Futebol da Copas do Mundo de 1986. Sem nenhuma presença.